# Kende
Kende ali kündü je bil naziv enega od sokraljev v dualni monarhiji zgodnjih Madžarov, ki je bil verjetno pristojen samo za verska zadeve. Drugi sokralj se je imenoval gyula in je bil zadolžen za vojsko. 
V času, ko so se Madžari preselili v Panonsko nižino, je vladal kende z imenom Kurszán.  Kurszán je okrog leta 907 na pohodu umrl. Njegovo funkcijo je prevzel gyula Árpád, s čimer je združil oba položaja in ustvaril madžarsko kraljevino z enim samim vladarjem. Nekateri strokovnjaki, na primer Gyula Kristó, trdijo, da je imel Árpád položaj kendeja in je kasneje prevzel še funkcijo gyule.
Nekateri poznavalci domnevajo, da zgodnji madžarski dualizem izhaja iz časa, ko so bili Madžari hazarski vazali. Hazari, kot jih opisuje Ahmed ibn Fadlan, so resnično imeli uradnika z nazivom kundur, ki je bil morda identičen ali pa je bil predhodnik madžarskega kendeja.
Kende je tudi madžarsko moško osebno ime.